# رينيه ليما
رينيه ليما (بالإسبانية: René Lima)‏ (3 يناير 1985 في الأرجنتين - ) هو لاعب كرة قدم أرجنتيني في مركز الوسط. شارك مع منتخب الأرجنتين تحت 20 سنة لكرة القدم. أما مع النوادي، فقد لعب مع أرجنتينوس جونيورز وانيستتوتو وجيمناسيا لابلاتا وخميناسيا خوخوي وريفر بليت ومكابي حيفا ويونيون إسبانيولا وIndependiente Rivadavia ‏ ونادي كوبريلوا وسنترو أتلتيكو فينكس ‏.

## وصلات خارجية
- رينيه ليما على موقع إي إس بي إن إف سي (الإنجليزية)
- رينيه ليما على موقع قاعدة بيانات كرة القدم.إي يو (الإنجليزية)
- رينيه ليما على موقع Soccerway.com (الإنجليزية)
- رينيه ليما على موقع AS.com (الإسبانية)